# Mario Grech
Mario Grech (Qala, Gozo; 20 de febrero de 1957) es un cardenal católico maltés que ocupa el cargo de Secretario general del Sínodo de los Obispos.

## Biografía

### Primeros años
Estudió en el Victoria College, pasando después a estudiar filosofía y teología en el seminario diocesano de Gozo. Fue ordenado sacerdote el 26 de mayo de 1984 por Nikol Joseph Cauchi, obispo de Gozo. Se licenció en derecho civil y canónico en la Pontificia Universidad Lateranense y se doctoró en derecho canónico en la Universidad Pontificia de Santo Tomás de Aquino.
Desempeñó funciones pastorales en la Catedral de Gozo, el Santuario Nacional de la Virgen de Ta 'Pinu y la parroquia de Kerċem. Sus responsabilidades para la diócesis de Gozo incluían servir como vicario judicial de la diócesis, miembro del Tribunal metropolitano de Malta, profesor de derecho canónico en el seminario y miembro del Colegio de consultores, el Consejo presbiteriano y otras comisiones diocesanas. 

### Episcopado
El 26 de noviembre de 2005, el papa Benedicto XVI lo nombró obispo de Gozo. Recibió la ordenación episcopal el 22 de enero de 2006, de manos de su predecesor, Nikol Joseph Cauchi, asistido por Joseph Mercieca, arzobispo de Malta y Félix del Blanco Prieto, nuncio apostólico en Malta. 
Fue coautor, junto con el arzobispo de Malta Charles Scicluna, de las directrices pastorales de los obispos malteses sobre la exhortación apostólica Amoris Laetitia, publicada en enero de 2017, que afirmaba que, en ciertos casos, un católico divorciado vuelto a casar, podía recibir la comunión después de "juicio honesto". Las directrices se publicaron en L'Osservatore Romano. 
El 2 de octubre de 2019, el papa Francisco lo nombró prosecretario general del Sínodo de los Obispos. Comenzó a trabajar junto al secretario el cardenal  Lorenzo Baldisseri. Participó como miembro del Sínodo para la Amazonia. Fue administrador apostólico de la diócesis de Gozo hasta 2020. Fue uno de los cinco funcionarios del sínodo que sirvió ex officio, en el comité de quince personas responsable de redactar el documento final del sínodo. 
El 28 de abril de 2020 fue nombrado miembro del Pontificio Consejo para la Promoción de la Unidad de los Cristianos  ad quinquennium. El 15 de septiembre del mismo año fue nombrado Secretario general del Sínodo de los obispos.

### Cardenalato
Fue creado cardenal en el Consistorio celebrado el 28 de noviembre de 2020, asignándole la Diaconía de los Santos Cosme y Damián.
El 29 de noviembre de 2020 fue nombrado miembro de la Pontificio Consejo para la Promoción de la Unidad de los Cristianos.
El 4 de mayo de 2021 fue nombrado miembro del Supremo Tribunal de la Signatura Apostólica ad quinquennium.
El 14 de marzo de 2022 fue nombrado miembro del Comité Pontificio para los Congresos Eucarísticos Internacionales ad quinquennium.
El 3 de mayo de 2022 fue nombrado miembro de la Congregación para el Culto Divino y la Disciplina de los Sacramentos ad quinquennium.
El 12 de julio de 2022 fue nombrado miembro del Dicasterio para los Obispos ad quinquennium.